# Badacsonyi Sándor
Badacsonyi Sándor (Budapest, 1949. július 1. – Budapest, 2016. január 21.) magyar festő, grafikus.
Jó pár évig versenyeztem, s elég jól szerepeltem a Tipográfia első osztályú csapatában, amikor még Barcza Gedeon nagymester volt az első táblás és a vezető edző. Megismertem egyet-mást a sakk és a sakkozók lényegéből, és akaratlanul is párhuzamba állítottam a szakmámmal. Megtanultam, hogy a táblán megtett lépés következményei ugyanúgy visszavonhatatlanok, mint ahogy kitörölhetetlen a rézlemezbe metszett vonal. Az állványon kifeszített vásznon az előzetesen megkomponált vázlat egyszer csak hasonlóképpen kezdi diktálni a folytatást, mint ahogyan a 64 mezőn keletkező állás függetleníti magát a bebiflázott megnyitási változatoktól.

## Életpályája
1967-ben érettségizett a Képző – és Iparművészeti Gimnáziumban. A Magyar Képzőművészeti Főiskolán 1974-ben sokszorosító grafikai szakon diplomázott. Mestereinek tekintette Vezér József, Bernáth Aurél, Ék Sándor, Raszler Károly, és Rozanits Tibor képzőművészeket. Sokféle műfajban alkotott: olaj, aquarell és tempera festményei, pasztell és vegyes technikával készült képei világszerte több galériában kerültek bemutatásra. Otthon volt a rézkarc, a rézmetszet, a mezzotinto és az aquatinta technikájában is. Elgondolkodtató művei mitológiai, bibliai, zenei, irodalmi és történelmi utalások széles skáláját vonultatta fel a reneszánsz és a barokk mesterek technikai felkészültségével. Kritikusai általában a szürrealista, illetve a „romantikus szürrealista” jelzővel illették. Külön említésre érdemesek sakk-tárgyú képei. Valaha maga a művész is aktív sakkjátékos volt, csapatban kétszeres országos bajnok, egyszeres Budapest bajnok, négy ezüst és egy bronzérem tulajdonosa.

## Kiállításai
Munkáit számos csoportos kiállításon láthatta a közönség, többek között Budapest, Balatonfüred, Miskolc, Szeged, Tihany, Tiszafüred, Zalaegerszeg, Berlin, Bécs, Graz, Frankfurt, Oslo, Stockholm, Offenburg, Antwerpen, Mouscron, New Orleans, Chicago, San Fransisco, Torino, London, Sydney kiállítótermeiben.

### Egyéni kiállításai (válogatás)
- 1979 Hamburg (Atelier Mensch)
- 1986 Salgótarján (Nógrádi Sándor Múzeum)
- 1987 Budapest (Vigadó Galéria – katalógussal)
- 1992 Tiszafüred
- 1993 Budapest (Csók István Galéria)
- 1994 Nagymaros (Grécs Galéria)
- 1994 Sopron (Pannónia Galéria)
- 1995 Nagymaros (Grécs Galéria)
- 1994 Budapest (Magyar Állami Operaház)
- 1997 Budapest (Magyarok Világszövetsége)
- 1998 Budapest (Józsefvárosi Galéria)
- 2000 Budapest (Madách Színház- Tolnay Szalon)
- 2003 Budapest (Gulácsy Galéria)
- 2005 Budapest (Szalóky Anna Galéria & Bank Center)
- 2019 Budapest Gulliver a kertben – Badacsonyi Sándor képi világa – emlékkiállítás (Vigadó Galéria – katalógussal)

### Könyvillusztrációi
- Martin Buber: Góg és Magóg. Haszid Krónika. Bábel Kiadó, Budapest, 1999, 318 oldal · ISBN 9638597305 · Fordította: Ács Gábor
- Bilek István – Bakcsi György – Badacsonyi Sándor: Utazás sakkországba 1. (Marci elindul) Mozaik Oktatási Stúdió, Magyar Sakkszövetség; Az előszót Szerényi Sándor írta [2]

### Műveiből
- - Veronika kendője; technika: rézkarc, akvatinta, méretek: 27 x 21,5 cm 
  - Csendélet torzóval; (1976) technika: színes rézkarc, méretek: 30 x 24,5 cm 
  - Száműzöttek; technika: rézkarc, méretek: 21 x 19,5 cm 
  - Magány;(1979) technika: színes rézkarc, méretek: 28 x 21 cm 
  - Shakespeare: A vihar, (1981) technika: rézkarc, méretek: 30 x 27,5 cm

## Díjai, elismerései (válogatás)
- 1975 Nívó-díj
- 1976 Stúdió-díj
- 1981 Nívó-díj
- 1983 Nívó-díj
- 1984 Ezüstgerely Pályázat különdíj
- 1988 Ezüstgerely Pályázat különdíj